# Neretvanska kneževina
Neretvanska kneževina je bila starohrvatska država na području današnje južne Hrvatske (splitsko-dalmatinska županija i dubrovačko-neretvanska županija). To je povijesno područje između rijeka Cetine i Neretve. U 10. stoljeću spominje se kao Paganija (zemlja pogana) i Arenta (Narenta), a od početka 12. stoljeća kao Maronia ili Mariania (zemlja uz more, Pomorje) te Krajina (nakon priključenja Humskoj zemlji).
Neretvani, su staro hrvatsko pleme. U 7. stoljeću naselili područje od Neretve do Cetine i susjedne otoke. Vladali su Mljetom, Korčulom, Bračem i Hvarom. Tijekom prvih stoljeća opstojnosti imaju samosvojan razvoj. Slovili kao umješni gusari i nepremostiva prepreka mletačkoj prevlasti na ovom dijelu Jadrana. Od 9. stoljeća spominju ih mletački izvori kao gusare koji pljačkaju mletačke lađe. Godine 840. neretvanski knez Diudit nanio je težak poraz mletačkoj mornarici.  U vrijeme hrvatskog kneza Domagoja postoji i bliska suradnja između hrvatskih i neretvanskih gusara. U bitci kraj Makarske 887. teško je poražena mornarica mletačkog dužda Pietra Candiana, koji je tom prilikom i poginuo. U vrijeme slabljenja Hrvatskog Kraljevstva obnovljeni su mletačko-neretvanski sukobi, a nakon višestrukih neuspjelih pokušaja, Mlečani su sredinom 10. stoljeća prisiljeni sklopiti mir i plaćati godišnji danak za slobodan prolaz Jadranom. U 11. stoljeću Neretvani se vezuju uz Hrvatsku s kojom dolaze pod Arpadoviće.  Od XII. st., u drugačijim državno-političkim okolnostima, Neretvani se javljaju ponovno kao gusari pod imenom Kačića i Omišana. Njihovo područje bilo je u sastavu zemalja hercega Stjepana do 1456., pod Venecijom do 1498., pod Turskom do 1646. te opet pod Venecijom do njezina pada 1797.

## Zemljopisni položaj
Prostor Neretvanske kneževine bio je sastavljen od tri županije; Rastoke, Mokra i Dalena. Prve su dvije bile pomorske županije s otocima, dok je teritorijalno najveća županija Dalen zauzimala prostor iza Mosora, Biokova i Rilića sve do visokih ramskih planina. Gradovi utvrde koji se tada spominju, bili su: Mucrum ili Mokron (danas Makar, čija je povijesna luka danas poznatija kao grad Makarska), Beroullia ili Vrulja (između današnjih Brela i prijevoja Dubaca), Ostrok ili Ostrog (između današnjega Zaostroga i Podace), Labinetza ili Lapčanj (današnji Gradac).

## Stanovništvo
Stanovništvo je bilo nazvano po rijeci Neretvi, Neretvanima. U latinskim izvorima ih se naziva Narentani, a u grčkima Arentanoi.
Za razliku od susjednih krajeva, stanovnici Neretvanske kneževine su zbog jake izoliranosti i smatranja da je kršćanstvo sredstvo prisile, imali raširenu pogansku, nekršćansku vjeru, tako da su ovi Hrvati dobili ime "pogani", a zemlja "Poganska", lat. Pagania.
Stanovništvo se većinom bavilo ribolovom te uzgojem smokava i maslina. Međutim najunosniji posao je bilo gusarenje. Mletački trgovački brodovi prolazili su Jadran hrvatskom obalom jer je lakša za plovidbu od talijanske, a to iskoristili Neretvani i svojim brzim sagenama pljačkali sve strane brodove, pogotovo mletačke, a to je par puta uzrokovalo rat. Neretvane je tek smirio kralj Petar Krešimir IV.

## Dolazak Hrvata
Hrvati su rubno naselili i krajeve južno od rijeke Cetine, tj. Crvenu Hrvatsku (Neretvanska kneževina, Hum ili Zahumlje, Travunja i Duklja) gdje se poslije razvila posebna hrvatska državica, Dubrovačka Republika, i hrvatski gradovi u Boki (Kotor), zatim Bosnu, gdje je u srednjem vijeku postojala zasebna država s katoličkim pučanstvom zapadne orijentacije, te Istru preko rijeke Raše, gdje su Hrvati od doseljenja činili većinu.:str. 19.
Hrvati su naselili također i južne predjele između Cetine i Neretve, koji su se nazivali Pomorjem ili Paganijom, a nastavali su ih Neretvani. Od Neretve do Dubrovnika, prostirala se oblast Zahumlje, od Dubrovnika do Kotora s Konavlima Travunja, a dalje prema jugu Duklja te u zaleđu, oko istoimene rijeke, Bosna. U tim južnim krajevima, koje povijesni izvori nazivaju Crvenom Hrvatskom, vladajući, plemenski sloj Hrvata nije bio tako brojan kao na području od Raše do Cetine, pa su tu, u imenovanju društvenih zajednica, prevladala lokalna, pretežno zemljopisna imena. Međutim, ta su područja bila i dalje više ili manje vezana uz Hrvatsku, osobito kad je hrvatska država bila snažna. Naime, žitelji svih tih krajeva uskoro su, kao i ostali Hrvati, preuzeli kršćanstvo i okrenuli se prema Zapadu. Stoga ih visoki svećenik iz Bara (možda Grgur Zadranin), nazvan popom Dukljaninom, posve opravdano naziva Crvenom (dakle, Južnom) Hrvatskom.:str. 35.

## Povijest
Nakon doseljavanja Hrvata u novu domovinu, na prostor rimske provincije Ilirika i susjednih provincija, isti su se teritorijalno i upravno organizirali u nekoliko država, koje se da podijeliti u dvije skupine: Bijela Hrvatska i Crvena Hrvatska. Potonja je bila podijeljena na nekoliko državica "sklavinija," odnosno zemlja slavena, kojima je vladao knez: Neretvanska kneževina, Zahumlje, Travunja i Duklja.
Ista je bila ustrajna i tvrda u međunarodnoj politici, suprotstavljajući se moćnim susjedima kao što su bili Mletci. Oslonac su imali u velikom pomoračkom i ratnom umijeću svoje ratne mornarice. Bili su u tijesnoj vezi s primorskim Hrvatima, što dokazuje uzajamno pomaganje primorskog kneza Mislava i neretvanskog Družaka, ponegdje i Družac. Tako su oni skupa pobijedili mletačkog dužda Petra Tradonika, a o tom govore spisi Ivana Đakona koji Mislava naziva dux, a Družaka iudex.
Prema mletačkim zapisima, pomorski prostor između ušća rijeka Neretve i Cetine, spominje se kao strah i trepet njihovu brodovlju. Mlečani su poduzimali cijeli niz vojno-pomorskih akcija protiv Neretvana (Morjana) i morjanskog brodovlja, a uglavnom su završavale neuspješno. Za odmazdu su se Neretvani zalijetali sve do Istre i prekojadranske pokrajine Apulije do obala Monte Gargana. Mletački dužd Ivan Particijak bio je prisiljen sklopiti mirovni ugovor s Neretvanima 830. godine, a trajao je tek nekoliko godina.Već godine 835. Neretvani su zaplijenili nekoliko mletačkih brodova.
Nakon toga, 839. godine ponovo je sklopljen mir između hrvatskoga kneza Mislava i neretvanskoga kneza Družaka s jedne, te mletačkoga dužda Petra Tradonika s druge strane.Međutim, već sljedeće godine (840.) dužd Petar se morao vratiti osramoćen u Mletke nakon poraza koji su mu nanijeli Neretvani predvođeni knezom Deodatom. Zbog istih je razloga mletački dužd Urso I. Particijak u siječnju 880. bio prinuđen na obnovu savezništva s Francima, sklopivši ugovor s kraljem Karlom III. Debelim, sve u cilju borbe protiv Neretvana.
Godine 887., 18. rujna, pokraj tadašnje luke Mokron (Makarska) odigrala se legendarna bitka. Ambiciozni dužd Petar Kandijan krenuo je s 12 borbenih brodova na Paganiju. Mlečani su u početku pritisnuli Neretvane, ali se onda ratna sreća okrenula i Neretvani su nanijeli dotad nezapamćen poraz Mlečanima. Neretvanski Hrvati u žestokom protuudaru razbijaju mletačku plovu i postrojbe na kopnu. Kandijan je u toj bitki izgubio glavu. Njegovo je tijelo ostalo u rukama Neretvana, tako da ga je venecijanski tribun Andrija morao ukrasti kako bi ga pokopao u stolnoj gradskoj crkvi. Ova je bitka značajna jer se Mlečani nisu više nikada usudili tako jako napasti Neretvane.
Ovaj datum se obilježeva kao Dan Hrvatske ratne mornarice, čime se želi posebno istaknuti hrvatska pomorska tradicija. Gotovo cijelo stoljeće Mlečani pokušavaju pokoriti Neretvane, ali im to nikako ne uspijeva. Tako, po tko zna koji put 948. godine pod vodstvom dužda Petra III. Kandijana (unuk gore navedenog) Mlečani u pokušaju osvajanja trpe teške poraze od Neretvana. Nakon toga Mlečani konačno pristaju plaćati danak Neretvanima za slobodnu plovidbu njihovim vodama, što će potrajati sve do 996. godine, do mletačkog otimanja otoka Hvara i Korčule pod vodstvom mletačkog dužda Petra II. Orseola i početka slabljenja Paganije i njezine moći.

## Plovila
Neretvani, u ratu se nisu koristili velikim velikim brodovima, nego malim lađama tzv. sagene. One su, pretpostavlja se, bile varijacija vikinških lađa, a nosile su do najviše 40 ljudi. Međutim imali su još manja plovila kondure, koje su nosile oko 15 mornara.
Za svakidašnje poslove koristili su, i još uvijek koriste svoje autohtono plovilo neretvansku lađu.

## Popis vladara
- Družak (Drosaico) ? – oko 839/840.[5]
- Ljudislav (839./840. – ?), mogući nasljednik Družaka ili njegov suvladar.[6]
- Unusclavus i Diodurus, vođe napada na Caorle 846. godine.[7] Šafařík ih navodi kao Uneslaw i Diodur.[8]
- Domagoj? 864. – 876. Domagoja se navodi kao „Domoghoi, prinze de Narentani“ u Venetskoj kronici[9]
- Berigoj oko 1050., sudac Morjana (iudex Maranorum), kralj Morjana (rex Marianorum)[10][11][12]
- Jakov, sudac ili vojvoda (dux) Morjana, odnosno morstika (morsticus)[10]
- Rusin, sudac ili vojvoda (dux) Morjana, odnosno morstika (morsticus)[10]
- Slavac/Slavić?[10]

## Zanimljivosti
Postoji legenda o neretvanskom podrijetlu kneza Domagoja, što zvuči logično, s obzirom na to da se Domagoj usredotočio na osnaživanje mornarice zbog čestih sukoba s mletačkim duždom Ursom Particijakom. Samo dva neretvanska imena iz toga razdoblja imaju završetak -goj, Domagoj i Berigoj, a obojica su bili knezovi.
Dan Hrvatske ratne mornarice obilježava se 18. rujna, kada su hrvatski mornari - Neretvani davne 887. godine u bitki kod Makarske porazili mletačku flotu dužda Kandijana, čime se želi posebno istaknuti hrvatska pomorska tradicija. Danas se u čast neretvanskih gusara vozi Maraton lađa od Metkovića do Ploča u atohtonim plovilima.

## Unutarnje poveznice
- Neretvani
- Zahumlje
- Travunja
- Hrvatsko-mletački ratovi

## Vanjske poveznice
- Baćina  Arhivirana inačica izvorne stranice od 7. rujna 2007. (Wayback Machine) Povijest Baćine
- O bitci kod Makarske[neaktivna poveznica]
- Povijest Hrvatske
- Hercegbosna.org Mit o srpstvu srednjovjekovne Bosne
- Ivan Mužić  Arhivirana inačica izvorne stranice od 22. svibnja 2011. (Wayback Machine) Hrvatska povijest 9. stoljeća (PDF), veličine 1,7 MB